# 가나오카촌 (시즈오카현)
가나오카촌(일본어: 金岡村)은 일본 시즈오카현의 동부, 슨토군에 있던 촌이다. 현재의 누마즈시 서부에 해당한다.

## 역사
- 1889년 4월 1일 - 정촌제 시행에 의해 슨토군 가나오카촌이 성립하였다.
- 1944년 4월 1일 - 가타하마촌, 오오카촌, 시즈우라촌과 함께 누마즈시에 편입되었다.

## 참고 문헌
- 角川日本地名大辞典編纂委員会,『角川日本地名大辞典 22 静岡県』, 角川書店, 1978年, ISBN 4040012208